# Татартупп
Татартупп или Татартуп дзуар (осет.  Тæтæртупп) — персонаж осетинской мифологии и нартского эпоса, небожитель, близкий друг нартов, любимец Бога. 

## Мифология
В рассказе нартского эпоса «Как женился Ацамаз, сын Аца» описывается, что среди друзей Ацамаза, выехавших свататься к Сайнаг-Алдару за невесткой Агундой, был седоголовый Татартупп, который ехал впереди всех сватов:

«И вот наши путники изэды и идауаги

Собираются, отправляются

К сидящему на Чёрной горе Сайнаг-Алдару.

Седоголовый Татартупп — старший в их шествии»

Являясь любимцем Бога, Татартупп часто ходатайствовал перед ним за других. В нартском эпосе описывается, что небожитель Никкола обратился к Татартуппу с просьбой быть посредником между ним и Богом.
В осетинской мифологии Татартупп является покровителем равнинной Осетии и Кабарды, а также исполняет роль аграрного божества. От Татартуппа зависел не только будущий урожай хлеба, но и приплод скота, а также исцеление людей от болезней. Татартупп имеет своё святилище - Татартуп, которое находится в теснине Арги, возле Эльхотово. Праздник, посвящённый Татартуппу, отмечался осенью. Во время этого праздника воздавалось благодарение Татартуппу за урожай и ему приносилась жертва в виде молодого быка или барана.

## Источник
- Дзадзиев А.Б., Этнография и мифология осетин, Владикавказ, 1994, стр. 133 - 134, ISBN 5-7534-0537-1

- Нарты. Осетинский героический эпос, М., изд. «Наука», Главная Редакция восточной литературы, т. 2, 1989 г., ISBN 5-02-016996-X